# Extensible Stylesheet Language Transformations

Az XSLT folyamat diagramja

Az Extensible Stylesheet Language Transformations (röviden XSLT) XML-alapú fájlformátum illetve a hozzá tartozó feldolgozó rendszer. Az XSLT feldolgozót XML dokumentumok más, ember által könnyebben értelmezhető formátumra alakításához használják. A konverzió során az eredeti file megmarad, s annak tartalma alapján létrejön a célformátumban egy új fájl.
A keletkező dokumentum formátuma lehet többek között XML, HTML, XHTML, PDF vagy normál szöveg. Az XSLT-t gyakran használják különböző sémájú XML dokumentumok közötti konverzióra, dinamikus weboldalak létrehozására és PDF dokumentumok generálására.
Az XSLT közvetlen elődje a DSSSL, amely azt a funkciót látta el az SGML esetében, amit XSLT lát el az XML esetében.
Az XSLT nyelv Turing-teljes.

## Történet
Az XSLT-t a World Wide Web Consortium (W3C) fejleszti. Az XSLT 2.0 verzió 2007. január 23-án lépett W3C ajánlás státuszba.
Eredetileg az XSLT a W3C Extensible Stylesheet Language (XSL) projektjének a része volt 1998 és 1999 között. Az XSL projektből született még az XSL-FO és az XPath.
James Clark alkotta meg az XSLT 1.0 verziót, ami 1999. november 16-án lépett W3C ajánlás státuszba.
Az XSL munkacsoport megpróbálta 2001-ben kifejleszteni az 1.1 verziót, de nem sikerült nekik, majd összefogtak az XQuery munkacsoporttal, akikkel megalkották az XPath 2.0-t gazdagított adatmodellel és XML sémára alapú típusrendszerrel. A Michael Kay-féle XSLT 2.0 verzió 2002 és 2006 között fejlődött ki.

## Áttekintés
Az XSLT feldolgozási modell részei a következők:
- egy vagy több XML forrásdokumentum
- egy vagy több XSLT stíluslap modul
- az XSLT sablonfeldolgozó szoftver
- egy vagy több céldokumentum

Az XSLT feldolgozó tipikus esetben két inputfájlt olvas be, nevezetesen egy forrásfájlt és egy XSLT stíluslapot, majd egy outputfájlt hoz létre. Az XSLT stíluslap tartalmazza a konverziós szabályokat a feldolgozó számára. A forrásfájl jellemzően XML formátumú, de a specifikáció nem zár ki más formátumokat sem, például a RAM-ban tárolt DOM modellt sem. Az XSLT stíluslap formátuma XML-alapú.

### A konverziós szabályok feldolgozása
Az XSLT nyelv deklaratív, ilyen tekintetben hasonlít a funkcionális programnyelvekre. A konverziós szabályok azt írják le, hogy a feldolgozónak hogyan kell kezelnie az XML-fa adott XPath kifejezésre illeszkedő csomópontjait.
A feldolgozó a következő algoritmus szerint működik: Beolvassa a stíluslap szabályait és létrehoz a forrásdokumentumból egy fa adatszerkezetet, egy úgynevezett forrásfát. A forrásfát a gyökerénél kezdi el feldolgozni, s minden csomópontra végrehajtja a rá illeszkedő XPath kifejezésekhez tartozó utasításokat. Az utasítások jellemzően vagy csomópontokat hoznak létre a célfában, vagy tovább olvasnak a forrásfában. A feldolgozó végül a célfából előállítja a kimenetet.

## Implementációk
XSLT feldolgozó jellemzően szerveroldalon fut. Az XSLT feldolgozó lehet különálló alkalmazás is, de szoftverkomponens is alkalmazásszervereken vagy operációs rendszerekben vagy akár kliensoldalon a böngészőben is. Javás XSLT implementáció a FOP. A Windows XP operációs rendszerhez létezik egy MSXML3 nevű programkönyvtár, amely tartalmaz XSLT feldolgozót is.

## Az XSLT és az XPath
XSLT támaszkodik a szintén W3C által kiadott XPath nyelvre a forrás(dokumentum)fa csúcsainak azonosításánál.
Az XSLT 2.0 specifikáció támaszkodik az XPath 2.0 specifikációra, azonos dátummal publikálták őket. Hasonlóképpen, az XSLT 1.0 specifikáció az XPath 1.0 specifikációra támaszkodik.

## Példák
Legyen az XML forrásfájl például a következő:
```
<?xml version="1.0" ?>

<persons>

  
<person
 
username=
"EN"
>

    
<name>
Ernő
</name>

    
<family-name>
Nemecsek
</family-name>

  
</person>

  
<person
 
username=
"BNy"
>

    
<name>
Bobó
</name>

    
<family-name>
Nyomasek
</family-name>

  
</person>

</persons>

```

### 1. példa (XML-XML transzformáció)
A következő XSLT stíluslap hatására a feldolgozó kigyűjti a <name>…</name> tagpárok közötti értékeket:
```
<?xml version="1.0" ?>

<xsl:stylesheet
 
xmlns:xsl=
"http://www.w3.org/1999/XSL/Transform"
 
version=
"1.0"
>

<xsl:output
 
method=
"xml"
 
indent=
"yes"
/>

<xsl:template
 
match=
"/persons"
>

       
<root>
 
<xsl:apply-templates
 
select=
"person"
/>
 
</root>

</xsl:template>

<xsl:template
 
match=
"person"
>

	
<name
 
username=
"{@username}"
>

		
<xsl:value-of
 
select=
"name"
 
/>

	
</name>

</xsl:template>

</xsl:stylesheet>

```

A keletkező output XML a következő:
```
<?xml version="1.0" encoding="UTF-8"?>

<root>

      
<name
 
username=
"EN"
>
Ernő
</name>

      
<name
 
username=
"BNy"
>
Bobó
</name>

</root>

```

### 2. példa (XML-XHTML transzformáció)
Ebben az esetben a következőképpen néz ki az XSLT stíluslap:
```
<?xml version="1.0" encoding="UTF-8"?>

<xsl:stylesheet

 
version=
"1.0"

 
xmlns:xsl=
"http://www.w3.org/1999/XSL/Transform"

 
xmlns=
"http://www.w3.org/1999/xhtml"
>

<xsl:output
 
method=
"html"
/>

<xsl:template
 
match=
"/persons"
>

	
<html>

	
<head>
 
<title>
Testing
 
XML
 
Example
</title>
 
</head>

	
<body>

		
<h1>
Persons
</h1>

		
<ul>

		
<xsl:apply-templates
 
select=
"person"
>

			
<xsl:sort
 
select=
"family-name"
 
/>

		
</xsl:apply-templates>

		
</ul>

	
</body>

	
</html>

</xsl:template>

<xsl:template
 
match=
"person"
>

	
<li>

		
<xsl:value-of
 
select=
"family-name"
/><xsl:text>
,
 
</xsl:text>

		
<xsl:value-of
 
select=
"name"
/>

	
</li>

</xsl:template>

</xsl:stylesheet>

```

ami a következő XHTML kimenetet generálja:
| <?xml version="1.0" encoding="UTF-8"?> <html xmlns="http://www.w3.org/1999/xhtml"> <head> <title>Testing XML Example</title> </head> <body> <h1>Persons</h1> <ul> <li>Nemecsek, Ernő</li> <li>Nyomasek, Bobó</li> </ul> </body> </html> |